# مارتن ياكوبسون
مارتن ياكوبسون (بالسويدية: Martin Jacobson)‏ هو لاعب بوكر سويدي، ولد في 30 يونيو 1987 في ستوكهولم في السويد.